# Saturday's Hero
Saturday's Hero è un film del 1951 diretto da David Miller.
È un film drammatico a sfondo sportivo statunitense con John Derek, Donna Reed, Sidney Blackmer e Alexander Knox. È basato sul romanzo del 1949 The Hero di Millard Lampell.

## Produzione
Il film, diretto da David Miller su una sceneggiatura di Millard Lampell e Sidney Buchman e un soggetto dello stesso Lampell (autore del romanzo), fu prodotto da Buddy Adler per la Columbia Pictures e girato dal 12 giugno al 9 settembre 1950. Il titolo di lavorazione fu The Hero.

## Distribuzione
Il film fu distribuito negli Stati Uniti nel settembre del 1951 (première a New York l'11 settembre) al cinema dalla Columbia Pictures.
Altre distribuzioni:
- nelle Filippine il 10 giugno 1952
- in Spagna il 22 ottobre 1956 (El ídolo)
- in Brasile (Ídolo Dourado)
- in Cile (El héroe)
- nel Regno Unito (Idols in the Dust)